# Johan Erik Eklund
Johan Erik Eklund, född 1977, är professor i nationalekonomi vid Jönköping International Business School och professor i industriell ekonomi vid Blekinge Tekniska Högskola. Mellan 2015 och 2022 var han VD för stiftelsen Entreprenörskapsforum (tidigare Forum för Småföretagsforskning).

## Utbildning
Eklund disputerade vid Jönköping International Business School (JIBS) 2008, där han också arbetet som utbildningschef. Han har även gästforskat vid George Mason University. 

## Karriär
Eklund var biträdande huvudsekreterare vid, den av regeringen inrättade, Entreprenörskapskommittén som arbetade med att stärka villkoren och klimatet för företagande i Sverige.  Hans forskning behandlar bland annat regleringsfrågor, industriell ekonomi, näringslivsdynamik, och frågor rörande utbildning, kompetensförsörjning och arbetsmarknad. 
Eklund har engagerat sig flitigt i samhällsdebatten och har förekommit i bland annat Svenska dagbladet, Dagens industri,   och Dagens nyheter.